# Luks (pas)
Luks je bio njemački ovčar koji je tijekom 1942. i 1943. godine pripadao Josipu Brozu Titu, Vrhovnom komandantu Narodnooslobodilačke vojske i partizanskih odreda Jugoslavije. Slavu je stekao tijekom Bitke na Sutjesci, 9. lipnja 1943. godine, kada je Titu spasio život. Ovog psa se često pogrešno naziva Reks.
Tito je psa Luksa našao 15. srpnja 1942. godine u Prozoru, kojeg su partizani zauzeli dva dana ranije. Tog su, dakle, dana Tito i članovi Vrhovnog štaba došli u Prozor. U dvorištu kuće u kojoj je Tito boravio neprekidno je lajao privezani njemački ovčar. Čuvši silno lajanje, Tito je izašao iz kuće i rekao svom pratiocu Radetu Ristanoviću da psa odveže. Pas je i dalje lajao i skakao, pa mu Ristanović nije mogao prići. 
Tito je ovo promatrao i potom i sam prišao psu. Tito je progovorio nekoliko njemačkih riječi (pas je po svoj prilici pripadao nekom njemačkom oficiru, koji se nalazio s Talijanima u Prozoru), pas se umirio i prestao lajati. Tito ga je pomilovao i odvezao s lanca, i potom poveo sa sobom. Tada mu je dao ime Luks. 
Od tog trenutka, pa sve do njegove pogibije 9. lipnja 1943. godine na Ozrenu, pas se neprekidno nalazio uz Tita. S njim je boravio u Glamoču, Mliništu kraj Mrkonjić Grada, Bosanskom Petrovcu, Bihaću i Jajcu, a zajedno su prošli i Bitku na Neretvi. 
U tijeku Bitke na Sutjesci, 9. lipnja 1943. godine, Tito, Vrhovni štab i članovi britanskog Odjeljenja za vezu, koji su nekoliko dana ranije došli u Vrhovni štab, nalazili su se na planini Ozren. Prilikom njemačkog bombardiranja, jedna bomba je pala u blizini kolone u kojoj su se kretali članovi Vrhovnog štaba. Tada su se svi prisutni bacili na zemlju. Tito se bacio uz jedno oboreno deblo bukve. U tom trenutku Luks, koji je bio dresirani njemački pas, instinktivno se bacio na Tita i skoro ga čitavog prekrio. To je Tita spasilo sigurne smrti, jer je Luks ostao na mjestu mrtav izrešetan krhotinama, dok je Tito bio samo ranjen u lijevu ruku. Od iste bombe stradalo je dvoje ljudi – Titov pratilac Đuro Vujović Španac, narodni heroj, i kapetan Bill Stuart, šef britanskog Odjeljenja za vezu pri NOV i POJ, dok je nekoliko njih bilo ranjeno. 
Prilikom Titovog boravka u Mliništu, kod Mrkonjić Grada, rujna 1942. godine, nastalo je nekoliko poznatih Titovih ratnih fotografija, a jedna od njih je i jedina fotografija sa psom Luksom. Poslije Luksove smrti, Tito je dobio novog psa, također njemačkog ovčara – Tigra. S ovim novim psom, nastalo je nekoliko poznatih Titovih ratnih fotografija, pa se ova dva psa često brka.

## Vanjske poveznice
- Fotografija Tita s Luksom